# Кундаліні-йога
Кундаліні-йо́га (інколи також Лайя-йога) — один з напрямів сучасної йоги, система вправ, метою якої є обережно підняти енергію кундаліні з нижньої частини хребта. Вона повинна поетапно пройти по всіх чакрах аж до вищої (сахасрара), де повинно відбутися її злиття з Шивою, а також і припинення власної свідомості йогіна. Найвідоміший посібник з кундаліні-йоги — Прапанчасара-тантра (тобто Тантра про сутність світобудови), в якій нижня чакра ототожнюється з вмістилищем Брахмана у вигляді Лінгама, навколо якого і згортається жіноча «змієподібна енергія» кундаліні, яку примушують потім до сходження у вищий центр за допомогою садхани, в результаті чого наступає Мокша («звільнення»). Даний тип йоги є одним з найбільш небезпечних, оскільки прохід Кундаліні через чакри зазвичай супроводжується різними проблемами. Для відсутності проблем, чакри і енергетично канали повинні бути заздалегідь підготовлені до проходу Кундаліні.
Основна проблема полягає в тому, що після пробудження Кундаліні дуже складно зупинити чи заспокоїти, а також неможливо контролювати силу, з якої виливається Кундаліні. Пробудження починається з нижньої чакри. Вам необхідно мати в контрольованому стані (тобто можливість відкривати та головне закривати ці чакри у будь-який час) хоча б першу, другу, четверту та шосту чакри, а краще взагалі всі. Інакше пробудження Кундаліні може призвести до серйозних психофізіологічних проблем. Хороша провідність енергетичних каналів також дуже важлива, адже необхідно мати можливість розсіювати Кундаліні без проблем для тіла.

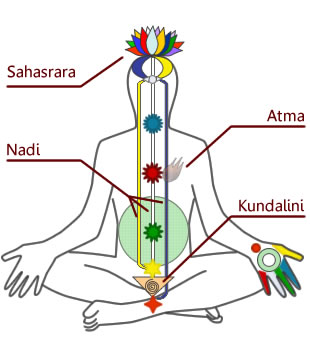
Чакри

Для Західного світу кундаліні-йогу відкрив Йогі Бхаджан в 1968 році. Він заснував у США благочинну фундацію «Здорові, щасливі, благословенні», — організацію, яка навчає йозі.
Йогі Бхаджан про кундаліні-йогу: «Існує 22 основні форми йогічної практики. І в кожній з них підкреслюється та чи інша грань цілого. Дехто робить наголос на використання форми тіла, як в Хатха-йозі, інші підкреслюють використання звуку, як в Мантра-йозі, або візуальних форм, як в Янтра-йозі. Гарним прикладом, який описує цю ситуацію, є діамант. Різні форми практики можна уподібнити його граням. Діамант — дуже гарний. Окремі його грані відшліфовані так, що світло переломлюється, сяючи на них, приваблюючи вашу увагу і відкриваючи різні виміри. Кундаліні-йога — це сам діамант. Якщо подивитись на нього з якоїсь сторони — ви побачите грань. Але якщо ви спробуєте зрозуміти увесь кристал через цю окрему грань, вас чекає невдача, ваше розуміння буде поверхневим та неповним».